# جيل رابع (شبكات اتصال)

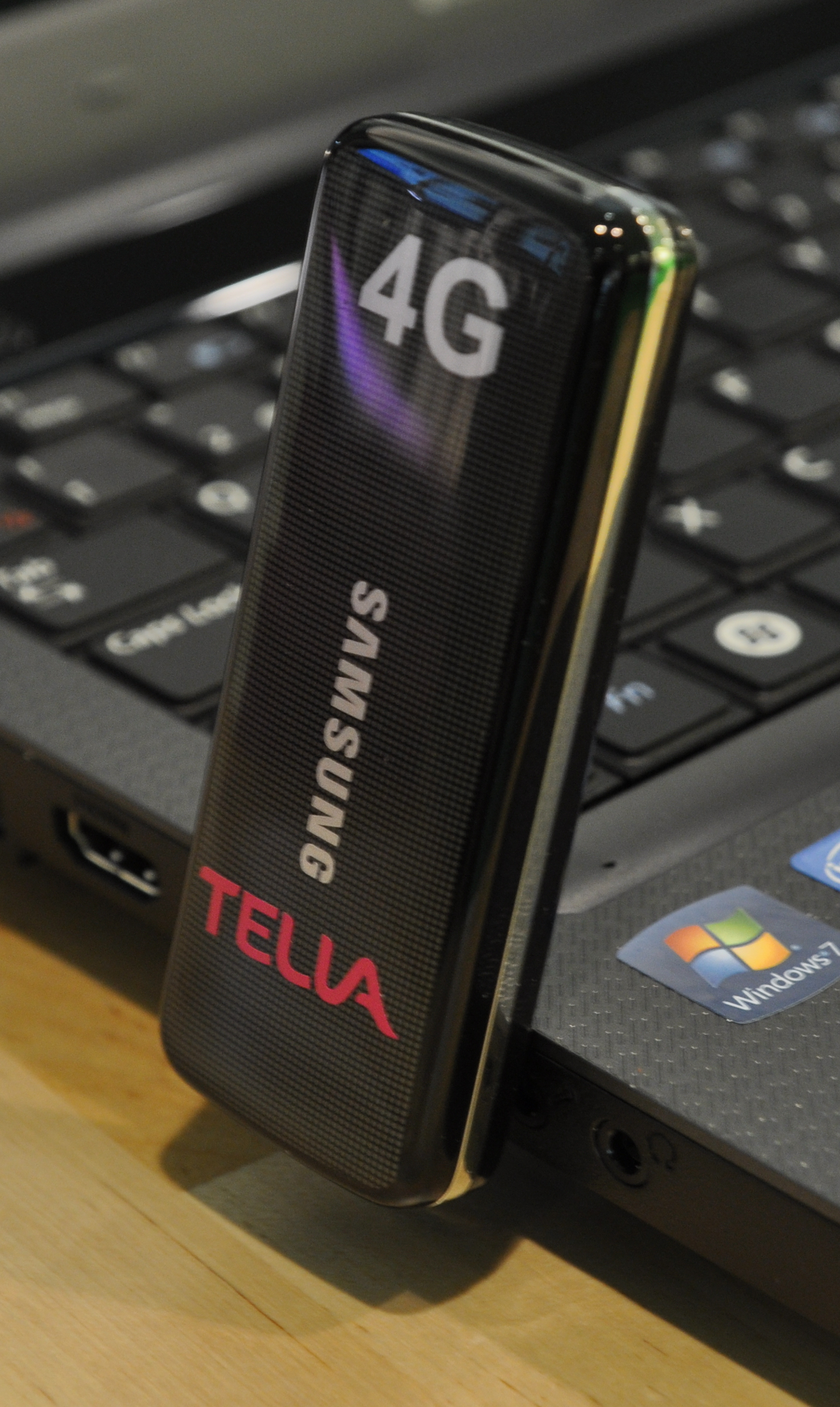
مودم سامسونغ لشبكة تلياسونيرا

الجيل الرابع للشبكات الخلوية (بالإنجليزية: The 4th Generation of Cellular Networks اختصاراً 4G) تشير إلى الجيل الرابع من اجيال الاتصالات اللاسلكية الخلوية وهي تطوير لمعايير 3G و2G.بقية هذا المقال تنسب 4G إلى الاتصالات المتقدمة المتنقلة الدولية (IMT Advanced)، على الرغم من أن 4G هو مصطلح أوسع ويمكنه أن يشمل معايير خارج الاتصالات المتقدمة المتنقلة الدولية. يمكن لنظام 4G ترقية شبكات الاتصالات الحالية، ويُتَوقَّع أن يوفر حلا شاملا وآمنا على بروتوكول الإنترنت حيث تقدم المرافق مثل الصوت والبيانات والوسائط المتعددة المتدفقة إلى المستخدمين على قاعدة "أي زمان ومكان"، وبمعدلات بيانات أعلى بكثير مقارنة بالأجيال السابقة.

## الهدف والنهج

### الأهداف
يتم تطوير 4G حاليا للتوافق مع جودة الخدمة والمعدلات التي تحددها التطبيقات القادمة مثل الدخول اللاسلكي على النطاق العريض، وخدمة رسائل الوسائط المتعددة (ملتيميديا)، ودردشة الفيديو، والتلفزيون المتنقل، ومحتوى التلفزيون عالي الدقة، بث الفيديو الرقمي (DVB)، والخدمات الأصغر مثل الصوت والبيانات، والخدمات الأخرى التي تستخدم عرض النطاق الترددي.
وقد حددت مجموعة عمل 4G ما يأتي كأهداف لمعيار 4G للاتصالات اللاسلكية:
- نظام كفء طيفيا (بت/ث/هرتز وبت/ث/هرتز/الموقع). [1]
- قدرة عالية للشبكة: مزيد من المستخدمين في وقت واحد لكل خلية، [2]
- معدل بيانات اسمي 100 ميغابت/ثانية فبينما يتحرك العميل فيزيائيا بسرعات عالية بالنسبة للمحطة، و1 جيجابت/ثانية، بينما يكون العميل والمحطة في مواقع ثابتة نسبيا كما يحدد الاتحاد الدولي للاتصالات الراديوية، [3]
- معدل بيانات يقدر على الأقل ب100 ميغابت/ثانية بين أي نقطتين في العالم، [3]
- تحويل سلس عبر الشبكات غير المتجانسة، [4]
- ربط غير منقطع وتجوال عالمي عبر الشبكات المتعددة، [5]
- جودة عالية للخدمة لجيل الوسائط المتعددة المقبلة (صوت في الوقت الحقيقي، وبيانات بسرعة عالية، ومحتوى فيديو عالي الدقة، والتلفزيون المحمول، الخ) [5]
- التوافقية مع المعايير اللاسلكية الحالية، [6]
- شبكة آي بي شاملة مبدلة للحزم.[5]

باختصار، ينبغي لنظام 4G أن يقوم حيويا بتبادل واستخدام موارد الشبكة لتلبية الحد الأدنى من متطلبات جميع المستخدمين الممكنين من 4G.

### المناهج
كما هو موضح لدى اتحادات 4G بما في ذلك WINNER نسخة محفوظة 21 أغسطس 2006 على موقع واي باك مشين.،  وWINNE—نحو وصول لاسلكية في كل مكان، وWWRF، فأحد النهوج الرئيسية القائمة على التكنولوجيا يمكن تلخيصه على النحو التالي، حيث مبادرة اللاسلكية العالمية والراديو الجديد (WINNER) هو اتحاد لتعزيز أنظمة الاتصالات المتنقلة.

#### نقاط الاعتبار
- التغطية، والبيئة الإذاعية، والطيف، والخدمات، ونماذج الأعمال، وأنواع النشر، والمستخد

#### التكنولوجيات الرئيسية
- تقنيات الحزمة الرئيسية[9]
  - الموجات الكهرومغناطيسية: لاستغلال خاصية انتقائية قناة التردد
  - MIMO "Multiple Input - Multiple Output" (عدة مدخلات وعدة مخرجات): لتحقيق فاعلية طيفية عالية
  - مبدأ توربو: لتقليل الضوضاء/إشارة المطلوبة في جانب الاستقبال
- واجهة الإذاعة التكيفية
- التضمين، المعالجة المكانية مع تعدد الهوائيات وتعدد المستخدمين MIMO
- التتابع، بما في ذلك شبكات التتابع الثابتة (FRNs)، ومفهوم التتابع التعاوني، والمعروف باسم بروتوكول الأوضاع المتعددة

## مميزات ال4G
وفقا لأعضاء فريق عمل 4G، فإن البنية التحتية ومحطات الـــ4G ستكون لديها جميع المعايير تقريبا من 2G إلى 4G مُطبَّقة. وعلى الرغم من أن النظم القديمة موجودة لاعتماد المستخدمين الحاليين، إلا أن البنية التحتية للـ3G ستكون على أساس الحزمة فقط (آي بي). وتقترح بعض العروض وجود منصة إنترنت مفتوحة. ومن التكنولوجيات الأولى التي تعد من الجيل الرابع ما يلي: Flash OFDM، والنسخة المحمولة من 802.16e واي ماكس (المعروفm أيضا باسم وايبرو في كوريا الجنوبية)، وHC-SDMA (انظر iBurst).قد يصل تطور 3GPP على المدى الطويل إلى السوق بعد سنة أو سنتين من صدور الواي ماكس المحمولة.
كما يوجد إصدار أعلى سرعة من واي ماكس هو مواصفة IEEE 802.16m. حيث سيكون التطور المتقدم طويل الأمد التطور اللاحق لمعيار 3GPP من التطور طويل الأمد.

## المكونات

### مخططات الوصول
كما تطورت المعايير اللاسلكية، فإن تقنيات الوصول المستخدمة أيضا أظهرت زيادة في الكفاءة والقدرة والاستيعاب. حيث استخدم الجيل الأول من المعايير اللاسلكية TDMA وFDMA. ففي القنوات اللاسلكية، أثبت TDMA كفاءة أقل في معالجة قنوات معدلات البيانات المرتفعة لأنه يتطلب فترات حراسة كبيرة للتخفيف من أثر تعدد المسارات. وبالمثل، استهلك FDMA عرض نطاق ترددي أكثر حتى يتجنب الحارس التداخلات بين الناقلين.لذا ففي أنظمة الجيل الثاني، استخدم أحد مجموعات المعايير الجمع بين FDMA وTDMA وقدمت المجموعة الأخرى مخططا جديدا للدخول يسمى CDMA. أزاد استخدام CDMA من قدرة النظام الاستيعابية، ووضع أيضا حدا برمجيا عليه بدلا من الحد الصلب. كما اوداد أيضا معدل البيانات لأن ذلك المخطط فعال بما فيه الكفاية للتعامل مع القنوات متعددة المسار. ومكن ذلك أنظمة الجيل الثالث من استخدام سى دى ام ايه كمخطط الوصول IS-2000، UMTS، 1xEV-DO، TD-CDMA، وTD-SCDMA. المشكلة الوحيدة مع سى دى ام ايه هي أنه يعاني من فقر في المرونة الطيفية والقابلية للتوسع.
وفي الآونة الأخيرة، تحصل مخططات وصول جديدة مثل FDMA المتعامد ‏ (OFDMA)، FDMA الناقل الواحد ‏ (SC-FDMA)، وFDMA المتداخل وتقسيم الرموز لعدة نُقًّال بتعدد الدخول ‏ (MC-CDMA) على أهمية أكبر بالنسبة لأنظمة الجيل القادم. يستخدم الواي ماكس OFDMA في وصلة التنزيل ووصلة الرفع. وللجيل القادم من UMTS، يجري اعتبار OFDMA لوصلة التنزيل. وعلى النقيض، يجري اعتبار IFDMA في وصلة الإرسال حيث أن OFDMA تسهم أكثر في الأمور المتصلة بPAPR ونتائج تشغيل المضخمات غير المتزامن. يوفر IFDMA أقل تذبذبا في الطاقة وبالتالي يتجنب مشاكل المضخمات. وبالمثل، فإن SC-CDMA موجودة في الاقتراح الداعي إلى معيار IEEE 802.20. وتعطي مخططات الوصول تلك نفس معدلات الكفاءة كما التقنيات القديمة مثل CDMA. لكن بعيدا عن هذا، فإن قابلية التوسع، ومعدلات البيانات المرتفعة يمكن تحقيقها.
الميزة الأخرى الهامة لتقنيات الوصول المذكورة أعلاه هي أنها تتطلب قدرا أقل من التعقيد لتحقيق التكافؤ في المُستَقبِل. هذه هي ميزة إضافية لا سيما في بيئات MIMO حيث ان انتقال أنظمة MIMO للإرسال المتعدد في الفضاء يتطلب تكافؤا عالي التعقيد لدى المتلقي.
وبالإضافة إلى التحسينات في نظم الإرسال المتعدد تلك، يجرى استخدام تقنيات تضمين محسنة. في حين أن المعايير السابقة قد استخدمت بكثرة تشفير تحويل طور الموجات، فإن نظما أكثر كفاءة مثل 64QAM يجري اقتراحها للاستخدام مع معايير تطور 3GPP التطور على المدى الطويل3GPP طويل الأمد.

### دعم IPv6
على عكس الجيل الثالث، والذي يقوم على بنيتين تحتيتين متوازيتين تتكونان من أطراف تحويل الدوائر، وتحويل الحزم للشبكة على التوالي، ستكون 4G على أساس تحويل الحزم فقط. وسوف يتطلب هذا نقل بيانات بتأخر منخفض.
بحلول الوقت الذي يتم نشر الجيل الرابع فيه، فإن عملية استنفاد عناوين IPv4 من المتوقع أن تكون في مراحلها النهائية. ولذلك، ففي سياق 4G، سيكون دعم IPv6 ضروريا من أجل دعم عدد كبير من الأجهزة المُمَكَّنَة لاسلكيا. فعن طريق زيادة عدد عناوين الآي بي، يزيل IPv6 الحاجة لترجمة عنوان الشبكة (NAT)، وهي وسيلة لتبادل عدد محدود من العناوين من بين مجموعة كبيرة من الأجهزة، على الرغم من أنه ستضل هناك حاجة للنات للاتصال مع الأجهزة التي تقوم على شبكات IPv4 الموجودة.
اعتبارا من يونيو 2009، نشرت فيريزون المواصفات التي تتطلب من أي أجهزة 4G على شبكتها أن تدعم IPv6.

### أنظمة الهوائي المتطورة
من البديهي أن أداء الاتصالات اللاسلكية يعتمد على التقدم في نظام الهوائي، أرجع إلى هوائي ذكي أو عاقل.في الآونة الأخيرة، تنشأ تكنولوجيات الهوائيات المتعددة لتحقيق أهداف أنظمة ال4G مثل المعدلات المرتفعة، والكفاءة العالية، والاتصالات بعيدة المدى. وفي بداية التسعينيات، تم اقتراح العديد من مخططات النقل، لتلبية الاحتياجات لمعدلات البيانات المتنامية. واكتسبت تكنولوجيا معينة، الارسال المتعدد عبر المكان، أهمية لحفظها عرض النطاق الترددي والكفاءة في استهلاك الطاقة. يتضمن الإرسال المتعدد عبر المكان نشر هوائيات متعددة لدى المرسل والمستقبل. ومن ثم يمكن نقل التيارات المستقلة من كل من الهوائيات في وقت واحد. ويزيد لك من سرعة نقل البيانات في طيات متعددة بعدد متساو مع الحد الأدنى من عدد هوائيات الإرسال والاستقبال. ويسمى هذا MIMO (كفرع من الهوائي الذكي). وبعيدا عن هذا، فإن الدقة في نقل البيانات بسرعة عالية في قناة تضعف من الممكن تحسينها باستخدام المزيد من الهوائيات في المٌرسِل أو في المٌستقبِل. ويسمى هذا تنوع الإرسال أو الاستقبال. كلا من تنوع الإرسال/التلقي والإرسال المتعدد عبر المكان يصنفان ضمن تقنيات ترميز المكان-الزمان، والتي لا تتطلب بالضرورة معرفة القناة لدى المُرسِل. الفئة الأخرى هي تكنولوجيات الحلقة المغلقة متعددة الهوائيات، والتي تستخدم معرفة قناة لدى المُرسِل..

### الراديو المُعَرَّف برمجيا (SDR)
برامج محددة الراديو ويرمز له بـ (بالإنجليزية: SDR)
هي أحد أشكال العمارة اللاسلكية المفتوحة (OWA). فحيث أن 4G هو مجموعة من معايير اللاسلكية، سيُكَوِّن الشكل النهائي لأي جهاز 4G عدة معايير مختلفة. ومن الممكن تحقيق ذلك بكفاءة باستخدام تكنولوجيا SDR، والتي يتم تصنيفها لدى منطقة التقاء الراديو.

## التطويرات
ظلت الشركة اليابانية إن تي تي دوكومو باختبار النموذج الأولي لنظام تواصل 4G مع 4x4 MIMO يدعى VCF-OFCDM بمعدل 100 ميغابت/ثانية، بينما يتحرك، و1 جيجابت/ثانية بينما هو ثابت. في شباط / فبراير 2007، استكملت إن تي تي دوكومو تجربة قد وصلوا فيها إلى حد أقصى لإرسال الحزمة بمعدل يقرب من 5 جيجابت/ثانية في وصلة تنزيل مع 12x12 MIMO باستخدام تردد عرض النطاق 100 MHz بينما يتحرك على 10 كم/ساعة، وتخطط إلى إطلاق أول شبكة تجارية في عام 2010.
أعلنت ديجيويب، وهي شركة نطاق واسع ثابت ولاسلكي أيرلندية، أنها تلقت رخصة اتصالات متنقلة من هيئة الاتصالات الأيرلندية، ComReg. سيتم إصدار هذه الخدمة برمز المحمول 088 في أيرلندا، وسوف يستخدم لتوفير اتصالات 4G النقالة. كما أطلقت ديجيويب شبكة للهاتف المحمول واسع النطاق باستخدام تكنولوجيا FLASH-OFDM بتردد 872 ميغاهيرتز.
إن الشبكات المستشرية هي مفاهيم غير متبلورة وافتراضية تماما في الوقت الحاضر حيث يمكن للمستخدم أن يكون متصلا بشكل متزامن مع عدة تكنولوجيات وصول لاسلكية ويمكنه التحرك بسهولة بينهم (انظر عملية التحويل الرأسي، IEEE 802.21). تكنولوجيات الوصول تلك يمكنها أن تكون واي فاي، UMTS ،إيدج، أو أي تكنولوجيا دخول أخرى مستقبلية. يُدرج في ذلك المفهوم أيضا الراديو الذكي (المعروف أيضا باسم تكنولوجيا الراديو المعرفية) الذي يدير بكفاءة استخدام الطيف وقوة الإرسال، فضلا عن استخدام بروتوكولات التوجيه الشبكي لإنشاء شبكة مستشرية.
أعلنت فيريزون وايرلس يوم 20 سبتمبر 2007 أنها تعتزم بذل جهود مشتركة مع مجموعة فودافون لنقل شبكاتها إلى معيار 4G التطوري طويل الأمد. وفي 9 ديسمبر 2008، أعلنت فيريزون وايرلس أنهم ينوون بناء والبدء في طرح شبكة التطور طويل الأمد بحلول نهاية عام 2009.
أعلنت كل من تيلوس وبيل كندا، حاملي cdmaOne وإيف دو ريف بي الكنديين الكبريان، أنهما سوف تتعاونا لبناء شبكة نطاق عريض من الجيل الرابع (4G) التطور طويل الأمد في كندا. وكتدبير انتقالي، فسيقومون بتنفيذ 3G UMTS لينطلق حيا مع أوائل عام 2010.
وأعلنت سبرينت أنها سوف تقدم خطة اتصال 3G/4G ب79.99 دولار، لكنها متاحة حاليا فقط في بالتيمور. 

## التطبيقات
بالمعدلات الحالية من 15-30 ميغابت/ثانية، فإن 4G قادرة على تزويد المستخدمين بتدفق التلفزيون عالي الدقة. وبمعدلات 100 ميغابت/ثانية، فإن محتويات دي في دي 5 (على سبيل المثال فيلم) من الممكن تحميلها في غضون حوالي 5 دقائق للدخول عليها بدون اتصال.

## معايير 4G اللاسلكية
تقوم 3GPP حاليا بتوحيد التطور المتقدم طويل الأمد كمعيار 4G المستقبلي. وهناك مجموعة أولى من متطلبات 3GPP على التطور المتقدم طويل الأمد قد تمت الموافقة عليها في حزيران / يونيو 2008. وتقيم مجموعات العمل حاليا المقترحات المختلفة لتوحيد المقاييس. وسيتم توحيد التطور المتقدم طويل الأمدكجزء من الإصدار 10 من مواصفات 3GPP.

### الاستشهادات
1. ↑  "4G - Beyond 2.5G and 3G Wireless Networks". MobileInfo.cm. مؤرشف من الأصل في 2014-03-07. اطلع عليه بتاريخ 2007-03-26.
2. ↑  Jawad Ibrahim (2002). "4G Features" (PDF). بكتل Telecommunications Technical Journal. مؤرشف من الأصل (PDF) في 2010-01-02. اطلع عليه بتاريخ 2009-08-22. {{استشهاد ويب}}: تجاهل المحلل الوسيط |شهر= لأنه غير معروف، ويقترح استخدام |تاريخ= (مساعدة)
3. 1 2  Young Kyun، Kim (2006). 4G Roadmap and Emerging Communication Technologies. Artech House 2006. ص. 12–13. ISBN:1-58053-931-9. {{استشهاد بكتاب}}: الوسيط author-name-list parameters تكرر أكثر من مرة (مساعدة)
4. ↑  Sadia Hussain, Zara Hamid and Naveed S. Khattak (May 30 - 31, 2006). "Mobility Management Challenges and Issues in 4G Heterogeneous Networks". رابطة مكائن الحوسبة Proceedings of the first international conference on Integrated internet ad hoc and sensor networks. مؤرشف من الأصل في 2012-07-07. اطلع عليه بتاريخ 2007-03-26. {{استشهاد ويب}}: تحقق من التاريخ في: |تاريخ= (مساعدة)
5. 1 2 3  Werner Mohr (2002). "Mobile Communications Beyond 3G in the Global Context" (PDF). Siemens mobile. مؤرشف من الأصل (PDF) في 2017-12-26. اطلع عليه بتاريخ 2007-03-26.
6. ↑  Noah Schmitz (2005). "The Path To 4G Will Take Many Turns". Wireless Systems Design. مؤرشف من الأصل في 2011-07-18. اطلع عليه بتاريخ 2007-03-26. {{استشهاد ويب}}: تجاهل المحلل الوسيط |abstract= لأنه غير معروف (مساعدة) وتجاهل المحلل الوسيط |شهر= لأنه غير معروف، ويقترح استخدام |تاريخ= (مساعدة)
7. ↑  "WINNER - Towards Ubiquitous Wireless Access". WINNER. 2007. مؤرشف من الأصل في 2009-01-14. {{استشهاد ويب}}: تجاهل المحلل النص "1" (مساعدة)
8. ↑  "WINNER II - Public Deliverable". WINNER II. 2006-07. مؤرشف من الأصل في 16 مايو 2016. {{استشهاد ويب}}: تحقق من التاريخ في: |سنة= (مساعدة)
9. ↑  G. Fettweis, E. Zimmermann, H. Bonneville, W. Schott, K. Gosse, M. de Courville (2004). "High Throughput WLAN/WPAN" (PDF). WWRF. مؤرشف من الأصل (PDF) في 2011-10-01.{{استشهاد ويب}}:  صيانة الاستشهاد: أسماء متعددة: قائمة المؤلفين (link)
10. ↑  نومور للبحوث: ورقة بيضاء على التطور المتقدم طويل الأمد نسخة محفوظة 13 سبتمبر 2017 على موقع واي باك مشين.
11. ↑  Morr، Derek (9 يونيو 2009). "Verizon mandates IPv6 support for next-gen cell phones". مؤرشف من الأصل في 2017-03-16. اطلع عليه بتاريخ 2009-06-10.
12. ↑  "DoCoMo Achieves 5 Gbit/s Data Speed". إن تي تي دوكومو Press. 9 فبراير 2007. مؤرشف من الأصل في 2013-03-24.
13. ↑  بيان صحفي : ديجيويب موبايل تستحوذ على 088 نسخة محفوظة 30 مارس 2014 على موقع واي باك مشين.
14. ↑  مقال أخبار RTE: أيرلندا تحصل على مقدم جديد للهواتف النقالة نسخة محفوظة 20 نوفمبر 2012 على موقع واي باك مشين.
15. ↑  TELUS (10 أكتوبر 2008). "Next Generation Network Evolution". TELUS. مؤرشف من الأصل في 2009-04-16.
16. ↑  With WiMax, Sprint cuts the cord in Baltimore - CNET نسخة محفوظة 23 أكتوبر 2013 على موقع واي باك مشين.
17. ↑  مواصفات 3GPP: المتطلبات لمزيد من التطورات ل E-URTA(التطور المتقدم طويل الأمد) نسخة محفوظة 14 أكتوبر 2008 على موقع واي باك مشين.

### موارد إضافية
- نومور للبحوث: ورقة بيضاء حول التطور المتقدم طويل الأمد معيار 4G الجديد